# Campionato croato di calcio a 5 2001-2002
Il Campionato croato di calcio a 5 2001-2002 è stato l'undicesimo campionato croato di calcio a 5. Si è svolto con la formula del girone unico ed ha visto trionfare per la terza volta il MNK Split, per l'occasione denominato Split Gašperov.

## Classifica finale
| Pos | Squadra               | Pti | G  | V  | N | P  | GF  | GS  |
| --- | --------------------- | --- | -- | -- | - | -- | --- | --- |
| 1   | Split Gašperov        | 53  | 22 | 17 | 2 | 3  | 108 | 49  |
| 2   | Petar RKM             | 50  | 22 | 16 | 2 | 4  | 114 | 70  |
| 3   | Square Dubrovnik      | 44  | 22 | 13 | 5 | 4  | 122 | 78  |
| 4   | MNK Uspinjača Zagreb  | 42  | 22 | 13 | 3 | 6  | 79  | 59  |
| 5   | Split Ship Management | 33  | 22 | 10 | 3 | 9  | 101 | 99  |
| 6   | Croatia Perković      | 30  | 22 | 8  | 7 | 7  | 87  | 81  |
| 7   | Petrinjčica           | 23  | 22 | 6  | 5 | 11 | 75  | 105 |
| 8   | MNK Orkan Zagreb      | 22  | 22 | 6  | 4 | 12 | 77  | 91  |
| 9   | Sokoli                | 21  | 22 | 6  | 3 | 13 | 91  | 110 |
| 10  | Osijek                | 21  | 22 | 6  | 3 | 13 | 73  | 129 |
| 11  | Porto Tolero          | 20  | 22 | 5  | 5 | 12 | 80  | 102 |
| 12  | Kastela               | 15  | 22 | 5  | 0 | 17 | 81  | 115 |